# Long-Range Identification and Tracking
Long-Range Identification and Tracking (LRIT), zu deutsch etwa System zur Identifizierung und Verfolgung über große Entfernungen, ist eine Vorschrift für Schiffe, Identifikationsdaten über eine größere Entfernung als bisher auf Abfrage auszustrahlen.
Als Folge der erhöhten Sicherheitsanforderungen seit dem Jahr 2001 beschloss das Maritime Safety Committee (MSC) der Internationalen Seeschifffahrts-Organisation (IMO) im Mai 2006, neue Bestimmungen in das SOLAS-Regelwerk zur Sicherheit der Schifffahrt aufzunehmen. Die Erweiterung betrifft nur das Verfahren und erfordert deshalb keine Anpassung der bestehenden Seerechtsübereinkommen (UNCLOS).
LRIT schreibt vor, folgende Identifikationsdaten auszustrahlen, die weltweit abgefragt werden können:
- Schiffsidentifikation
- Position
- Zeitpunkt

Ab dem 31. Dezember 2008 müssen alle Passagierschiffe jeglicher Größe, andere Wasserfahrzeuge ab 300 BRZ (engl.: Gross Tonnage) und Bohrinseln mit LRIT ausgestattet sein (SOLAS, Kapitel V, Regel 19-1). Die Daten dürfen nur von den Schiffsbetreibern, den Hafenbetreibern und der Küstenwache innerhalb einer 1000-Seemeilen-Zone vor der Küste und Seenotrettungsdiensten (SAR) abgefragt werden. 
Weiterhin werden die Positionsdaten vom Flaggenstaat, unter dessen Flagge das Schiff fährt, regelmäßig abgefragt. 
Die LRIT Hardware (meist ein Inmarsat C Terminal z. B. Sailor TT320 oder 6110) wird jährlich und/oder bei Eignerwechsel, Namenswechsel, Flaggenwechsel getestet und ein CTR (Conformance Test Report) ausgestellt.
Darin unterscheidet sich LRIT von AIS. AIS sendet unverschlüsselt mit einer begrenzten Reichweite zur Verhinderung von Schiffskollisionen.
Ausgenommen von der Identifikationspflicht per LRIT sind Schiffe, die ausschließlich im Seegebiet A1 operieren. Deren Daten können durch das AIS gewonnen werden.
Technisch wird der Dienst über die Satellitensysteme Inmarsat-C oder Iridium bereitgestellt. Auch eine Kurzwellen- oder Grenzwellennutzung ist technisch möglich.